# Orodell (Oregon)
Orodell (más néven Oro Dell) az Amerikai Egyesült Államok északnyugati részén, Oregon állam Union megyéjében, a Grande Ronde folyó mentén elhelyezkedő kísértetváros.
A Stephen Coffin és más telepesek által alapított részvénytársaság 1861-es kudarca után 1862-ben Coffin – más források szerint Charles Fox – megnyitotta a térség első fűrészüzemét.
A települést 1868-ban alapították; neve a görög „oros” (hegy) és az angol „dell” (völgy) szavak összetételéből származik. A posta 1867 és 1878 között működött.

## Fordítás
- Ez a szócikk részben vagy egészben  az   Orodell, Oregon című angol Wikipédia-szócikk ezen változatának fordításán alapul.  Az eredeti cikk szerkesztőit annak laptörténete sorolja fel. Ez a jelzés csupán a megfogalmazás eredetét és a szerzői jogokat jelzi, nem szolgál a cikkben szereplő információk forrásmegjelöléseként.